# روبرت آندریش

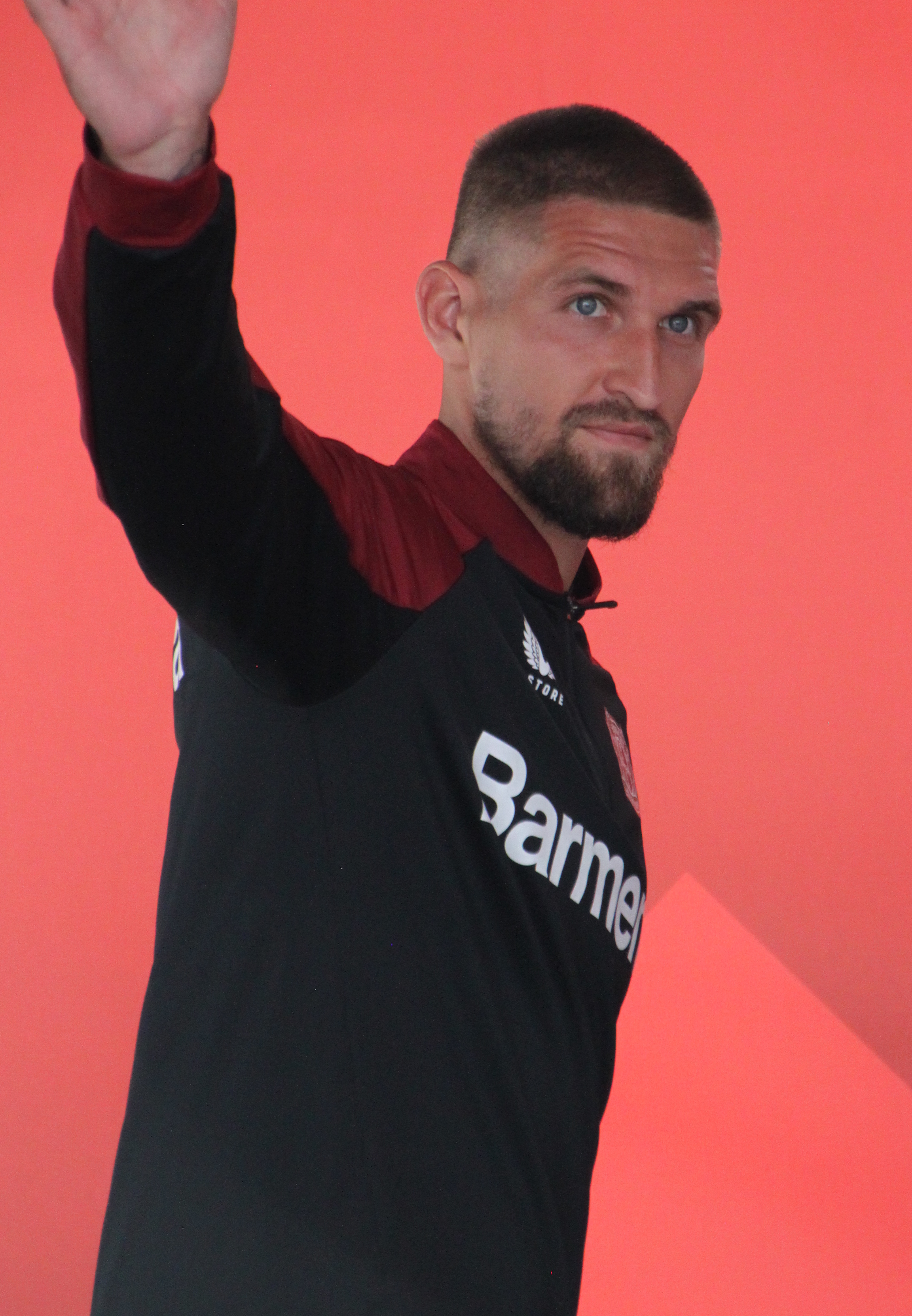
رابرت آندریچ در سال ۲۰۲۲

روبرت آندریش (زاده ۲۲ سپتامبر ۱۹۹۴) بازیکن فوتبال آلمانی است که در حال حاضر برای باشگاه فوتبال بایر ۰۴ لورکوزن در بوندس‌لیگا، بالاترین سطح فوتبال آلمان به میدان می‌رود.

## دوران حرفه‌ای
در ژانویه ۲۰۱۸ اعلام شد که آندریچ به باشگاه فوتبال هایدنهایم پیوسته‌است. پس از آن دو فصل برای باشگاه فوتبال یونیون برلین بازی کرد و بالاخره با قراردادی که تا سال ۲۰۲۶ اعتبار داشت، به بایرلورکوزن پیوست تا تجربه بازی در بوندسلیگا را نیز کسب کند.